# Лето — отстой
«Лето — отстой» (англ. Summer Sucks) — 8 эпизод 2 сезона (№ 21) сериала «Южный Парк». Его премьера состоялась 24 июня 1998 года.

## Сюжет
Наступают летние каникулы, но радости у ребят это не вызывает. Оказывается, при отсутствии школьных занятий и снега в Саут-Парке решительно нечем заняться. А когда в штате Колорадо принимают закон о запрещении пиротехники (после того, как один мальчик из Норт-Парка пострадал при взрыве), ребята понимают, что им совсем нечего делать, ведь взрывание фейерверков и петард было их единственным летним развлечением. Узнав об этом законе, Джимбо и Нед отправляются в Мексику за нелегальными праздничными ракетами. В это время мэр Мэкдэниэлс вместо фейерверков решает использовать на День независимости разрешённого законом «дымового змея» — по её распоряжению в Саут-Парке сооружают самую большую дымовую шашку в мире, планируя зажечь её на празднике. Однако, будучи зажжённым, этот «дымовой змей» вовсе не собирается потухать, и плотный столб пепла, испускаемый им, начинает путешествовать по стране, разрушая всё на своём пути.
Тем временем, мистер Гаррисон опечален пропажей своего постоянного компаньона — мистера Шляпы. Мистер Гаррисон отправляется в Нью-Йорк на приём к доктору Катцу, который объясняет, что мистер Шляпа (у которого были гомосексуальные фантазии, связанные с мистером Гаррисоном) на самом деле является проявлением гомосексуальной стороны самого Гаррисона. Тот обескуражен и не знает, как на это реагировать. В это время клинику доктора Каца разрушает дымовой змей. После этого мы видим короткую сценку с мистером Шляпой, который сидит в какой-то мужской бане и общается с обнажёнными мужчинами.
Картман берёт уроки плавания в школьном бассейне и сталкивается с неприятным фактом: первоклашки писают в воде прямо перед ним. Джимбо и Нед задержаны с фейерверками на мексиканской границе, но им удаётся сбежать из тюрьмы (благодаря дымовому змею) и вернуться в Саут-Парк.
Ребята, заполучив у дяди Джимбо две праздничные ракеты, запускают их. Ракеты перебивают столб дыма от «дымового змея». Он тухнет, разрушения и хаос прекращаются. Пепел падает с неба, напоминая чёрный снег, и все радостно начинают развлекаться по-зимнему, используя пепел вместо снега. Мистер Гаррисон появляется уже с новым компаньоном — мистером Прутиком.
В конце эпизода из отпуска возвращается Шеф. Он видит, что все вокруг измазаны до черноты. Думая, что это проявление дискриминации, он собирается «надрать всем задницы».

## Смерть Кенни
Первоначально дети вспоминают, как играли с фейерверками ещё в детском саду. При этом хлопушка взрывается в руках у Кенни и убивает его. Так как дети показаны ещё маленькими, то Стэн говорит: «Боже мой, Кенни убили», а Кайл отвечает: «О-о-о, сволочи». Затем гигантская пиротехническая змея почти попадает в Кенни. Он уворачивается и прячется под трибунами. Однако трибуны не выдерживают напора змеи и давят Кенни.

## Пародии
- Появляющийся в мультфильме психотерапевт — главный герой мультсериала «Доктор Катц»[ссылка 1]. О том, что в эпизоде подразумевается персонаж именно этого мультфильма, свидетельствует его внешность и слегка трясущееся, характерное для этого мультфильма, изображение.
- Во время сцены, в которой дымовой змей выходит из-под контроля, Кайл поднимает свою скрипку и начинает играть гимн «Nearer, My God, to Thee» в версии Bethany. Его поддерживает Стэн, и следом продолжают играть все участники коллектива. Это ссылка на оркестр с корабля «Титаник», который, как считается, играл во время крушения судна эту же самую композицию.
- Упомянутая на совещании у мэра песня «У старой Мэри есть баран»[примечание 1], которую якобы неплохо исполнил школьный оркестр на последнем выступлении, является отсылкой к английской детской песне «Mary Had a Little Lamb». Шутка заключается в сравнении и иронии по отношению к официальной символике: мотивируя неплохим исполнением подобной простой и легкомысленной песенки школьному оркестру предлагается исполнить на празднике марш «Звезды и полосы», один из серьёзных государственных символов США.

## Факты
- Впервые в сериале появляется Мистер Прутик[ссылка 1]. Мистер Шляпа вернётся только в эпизоде «Шефская помощь» (англ. Chef Aid).
- Впервые в сериале появляется ученик Кевин[ссылка 1].
- После того, как «дымовой змей» потух, на заднем плане показан снег вместо травы.
- Во время первой сцены в бассейне в нём вместе с детьми находится инопланетянин.